# 逃离地下天堂
是1976年上映的美国科幻动作片（台灣首映時譯名為《我不能死》），由麥可·安德森执导，麥可·約克、珍妮·艾格特、理查德·乔丹、罗斯科·李·布朗、花拉·科茜、皮特·乌斯蒂诺夫主演，大卫·泽拉格·古德曼编剧，改编自威廉·F·诺兰和乔治·克莱顿·约翰逊于1967年出版的同名小说。故事发生在一个表面上是乌托邦，实质上反乌托邦的未来社会，讲述这个社会为了平衡人口和资源消耗，不惜杀掉所有年满30岁的人。“睡魔”主角罗根5号一直以来阻止其他人为了逃避死亡而逃跑，这次轮到自己面临死亡的命运。
影片只用了原著小说的两个前设，一是人但凡到了既定年龄都要死，二是罗根和同伴杰西卡在另一名睡魔法兰西斯的追捕下逃跑。改编小说故事失败后，剧本历经多次更改，包括将“最后一天”的年龄从21岁上调到30岁、引入消灭30岁人口的“轮回”（Carrousel）概念；其中轮回场景为特效摄影带来了挑战，制作团队特意采用全息摄影和广角镜头拍摄，最终因视觉特效获得奥斯卡特别成就奖及土星奖六项大奖，包括最佳科幻电影。同名电视剧于1977年到1978年在CBS播出，共14集。

## 剧情
城市纪年2274年，人类文明的残余势力生活在被网格穹顶封闭的城市，过着由计算机控制繁衍等生活方方面面的乌托邦生活。居民们过着享乐主义的生活，直至30岁在“轮回”仪式中被杀害，美其名曰“重生”（renewed），实则控制人口过剩的手段。每个人刚生下来就要在左手手掌装上“生命钟”（life-clock）晶体，这个晶体随年龄变化改变颜色，“最后一天”当来时会闪烁，提醒他们去轮回。大多数居民普遍接受重生的命运，也有一些人不愿意接受，想方设法逃跑，外界称他们为“逃亡者”（Runners）。于是就有一群穿着黑色制服、绰号“睡魔”的警察奉命去追捕他们，当场终结他们的生命。
罗根5号和法兰西斯7都是睡魔。两人在轮回仪式期间受到有人逃跑的信号，前去追捕终结，事后罗根在逃亡者的财物上找到一枚生命之符。当天晚上，罗根遇到佩戴生命之符吊饰的年轻女子杰西卡6号。罗根拿生命之符去问电脑，电脑说这个标志属于一个秘密组织，他们帮助逃亡者寻找度过后半生的神秘“庇护所”。一共有1056名逃亡者被睡魔放走，顺利逃到庇护所。电脑指示罗根执行代号“033-03程序”（Procedure 033-03）的任务，前去摧毁庇护所，而且不要告诉其他睡魔。之后电脑把罗根的生命中改成闪烁的红色，把他原本还有四年的大限缩小到只有今天。罗根非常害怕，问电脑任务完成后能不能恢复四年，但没收到回应。为了逃避轮回，罗根被迫成为逃亡者。罗根去找杰西卡，阐明自己逃跑的想法，之后与地下组织碰头，在他们的指引下来到城市的外围。罗根意识到生命之符其实是解开城市出口的钥匙。
一行人来到冰封的洞穴处，法兰西斯紧随其后。在洞穴里，他们遇到了在外面给城市找食物的机器人盒子。令罗根惊讶的是，盒子居然自己抓住的逃跑者冻了起来，用来给城里的人当食物。就在盒子冻住他们之前，罗根和杰西卡成功逃跑，用塌陷的岩洞压毁了机器人。
来到外面，罗根和杰西卡发现他们的生命钟停了。他们第一次看到太阳，发现人类文明的其他地方变成一片荒芜。他发现已荒废的华盛顿哥伦比亚特区，在美國參議院議場里发现一个老人和许多猫生活在一起。老人的出现让两人十分诧异，毕竟他们从未见过这么老的人。听完老人诉说城外人类的遭遇，罗根意识到所谓的庇护所其实是个神话。
没多久法兰西斯赶了过来，和罗根打架，罗根重伤了法兰西斯。临死前，法兰西斯看到罗根的生命钟停止，以为他已经重生。罗根和杰西卡劝说老人和他们一起回城里，向大家证明城外也有生命，但老人没和他们一起回去。之后罗根和杰西卡从下水道回到城里，准备跟大家戳穿轮回的阴谋，结果被睡魔抓住，被带到电脑那里。
电脑审问罗根033-03程序的事情，问他有没有完成任务。罗根说“庇护所不存在”，自己只发现“暴露在外的废墟”和“一位老人”，失踪逃跑者“全被冻结了”。然而电脑不满意这些回答，开始扫描罗根的思维，结果超载，让城市的系统彻底失效，外部封锁解除。罗根、杰西卡和其他人逃到废墟城市。一来到外面，大家就纷纷跑去看老人，他是他们见过的第一个超过30岁的人。老人向大家证明人可以活得更久。

## 阵容
- 麥可·約克 饰 罗根5号（Logan 5）
- 理查德·乔丹（英语：Richard Jordan） 饰 法兰西斯7号（Francis 7）
- 珍妮·艾格特 饰 杰西卡6号（Jessica 6）
- 罗斯科·李·布朗（英语：Roscoe Lee Browne） 配 盒子（Box）
- 花拉·科茜 饰 霍莉13号（Holly 13）
- 小迈克尔·安德森（英语：Michael Anderson Jr.） 饰 道客（Doc）
- 皮特·乌斯蒂诺夫 饰 老人
- 伦道夫·罗伯茨（英语：Randolph Roberts） 饰 庇护所二号人物
- 劳拉·林赛（Lara Lindsay）饰 女逃亡者（也是电脑的配音，但未在演职员表列出）[5]
- 加里·摩根（英语：Gary Morgan (actor)） 饰 比利（Billy）

阿什利·考克斯扮演小角色，演职员表列为胆小女孩（Timid Girl）。

## 制作

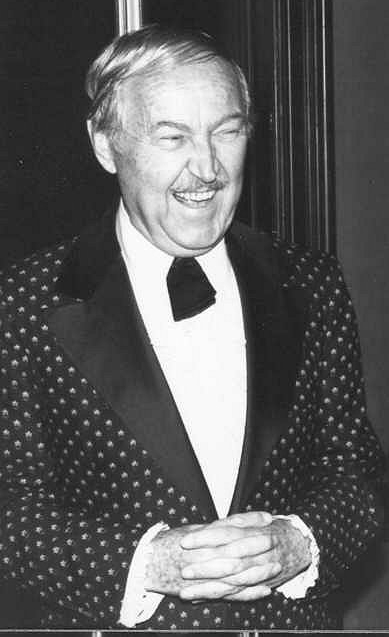
监制乔治·帕尔的初期工作让影片落入开发地狱。

### 开发
米高梅早期改编原作的尝试让影片落入开发地狱。监制乔治·帕尔的尝试在1969年陷入困境，当时各种关于影片剧情走向的观点相互冲突，其中一个想法是反映现实生活中的问题，与编剧理查德·迈鲍姆的想法相反。
重写迈鲍姆的剧本需要花费两到三个月的时间，制片成本也要重新估算。帕尔担心延期会让影片错过《2001太空漫遊》和《人猿星球》在1968年掀起的科幻片风潮。
美国国际影业提议20万美元买下帕尔多个项目（包括本片），但被米高梅拒绝，说报价不要少于35万。帕尔最终离开项目，于1975年为华纳兄弟制作《奇兵勇士》。1974年，索尔·大卫接盘，安排《超世纪谍杀案》作者斯坦利·格林伯格（Stanley R. Greenberg）撰写剧本。格林伯格提出了轮回的概念，但后来离开了项目。大卫·泽拉格·古德曼写了一部几近完成的剧本，将轮回年龄从21岁上调到30岁，增加了试镜演员的选择范围。

### 选角
约克、艾格特和威廉·德瓦内获选为主角人选，其中德瓦内于1975年5月宣布出演“精英”睡魔。后来德瓦内临时退出，转而参演亞弗列·希治閣1976年电影《大巧局》，接替罗伊·蒂恩斯的角色。
顶替德瓦内的理查德·乔丹凭借电影《执法者》（1971）、《猛龙煞星》(1972）、《狂人考伯恩》（1975）及1976年迷你电视剧《船长与国王》的表演知名。约克此前参演《歌廳》（1972）、《三个火枪手》（1973）、《东方快车谋杀案》（1974），安格特则因《天下儿女心》（1970）和《澳洲奇谈》（1971）知名。当时约克和安格特分别33岁和23岁，恰好证明了戈德曼的调整有道理。
1975年9月，皮特·乌斯蒂诺夫宣布在片中出演“华盛顿最后一个活人”。人气电视明星花拉·科茜也出演了一个配角（演职员表写作花拉·科茜-梅杰斯）。

### 拍摄
特效设计师L·B·雅培和格伦·罗宾逊认为轮回仪式是片中最难模仿的一个画面，需要用隐藏的钢丝线打造悬浮效果。至于罗根被中枢电脑深入睡眠（Deep Sleep）审问的戏份，制作团队决定按照索尔·大卫的提议，采用最为拟真的全息摄影效果。机器人盒子由演员罗斯科·李·布朗身穿机器人服装扮演。
制作团体采用了当时未被普遍采用的广角镜头。影片是第一部采用70毫米胶片印制的杜比立体声电影.。米高梅在加利福尼亚州卡尔弗城用了9个片场系统，放置于有史以来最大的微缩城市。
制作团队在达拉斯寻找几栋大楼取景，包括达拉斯市场中心的服装市场（Apparel Mart，片中的大堂）、奥兹餐厅夜总会（Oz Restaurant and Nightclub，片中的爱情商店）和飞马广场（Pegasus Place，片中的睡魔总部），还有休斯敦的沃思堡水上花园和凯悦酒店，节省了300万美元经费。加州埃尔塞贡多的污水处理器用作拍摄地下逃亡戏份。

### 后期
后期制作花了8个月时间完成，包括完成电影配乐。配乐由杰里·戈德史密斯作曲指挥、亚瑟·莫腾（Arthur Morton）编排。配乐采用两种独特的声音模式，一种是用在城内的琴弦、键盘和抽象电子设备，一种是用在城外的管弦乐。部分乐曲最初由米高梅唱片于1976年以黑胶发行。完整版及混音版于2002年1月由电影配乐月刊CD发布。
发行前夕，影片面向部分观众试映，之后部分戏份被剪掉或缩短，包括盒子在冰洞里让罗根和杰西卡摆放他的冰雕像的戏份。被删除的戏份包括法兰西斯在影片开头追逐逃亡者。其他戏份遭到修剪。部分删减镜头在1998年发行的DVD版中以附加内容收录。其他戏份出现在拍摄剧本中，但画面丢失。调整结束后，制片成本从300万上涨到900万，在1976年算是成本较高的电影，是米高梅近十年成本最高的电影，大部分预算用在片场上。

## 主题
影片探索了乌托邦及反乌托邦主题，以角色在老去前自愿死亡反映“乌托邦需要参与者放弃一些东西，以达成和谐统一”的概念。常见的反乌托邦主题包括邪恶的政府、儿童从父母手中被收走、生活在城市里、人口过剩，这些问题让主角离开城市。

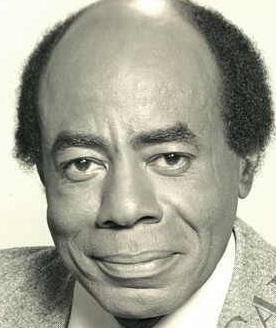
扮演盒子的罗斯科·李·布朗一直是影片种族讨论的主题

影片主题还包括享乐主义的消亡、对年轻人的崇拜，以及最为重要的，政府资助安乐死的危险后果。享乐主义主要以淫荡生活及“性放弃的图像”展现。除了性自由，影片还展现了1970年代人们对追求快乐的设想，包括迷你裙、短暂的事业、轻松的健身房和花拉·科茜的蓬松发型。作者巴纳·威廉·多诺万认为这方面是在批判1970年代社会发展的多个方面，批判“唯我的一代”。作家罗伯特·廷内尔认为片中城市设计像购物中心一样，暗示“反消费主义情绪”。影片可能也是在提醒针对1960年代反主流文化运动之后的年轻观众，警告他们不要抛弃老一代人。
其他观点认为影片展现了个人主义的主题，“活着”和“存在”的自由被“社会机制”限制，后者提醒大家只能在有限的时间内享受好生活。原本在逍遥自在的“人工社会”生活的主角罗根后来变成“再个人化”份子，挑战着“循规蹈矩的制度”。尽管是在反映1970年代，多诺万影片认为对互联网世代也同样适用，当中有些元素会让人想到网络约会。
也有观点认为影片对性别和种族议题提出了看法。主角罗根看到杰西卡不喜欢自己，曾问她是不是同性恋。这种漫不经心、没有偏见的口吻表明同性恋在影片的未来社会中不再是禁忌，可能对养育儿童不会产生副作用。作家邦妮·努南认为故事最后“爱妻”概念的回归表明反乌托邦的根源是女性解放，不是科技。
非裔美国人罗斯科·李·布朗配音的机器人盒子成为非裔美国人詹姆斯·厄爾·瓊斯在《星際大戰四部曲：曙光乍現》（1977）扮演的達斯·維達的先驱，两者都代表着X世代的网络种族恐惧症。

## 发行

### 票房
影院发行前五天，影片获得250万美元票房，在当时算可观。到正式下画，北美总票房达2500万美元，海外票房表现不俗。
影片在年轻观众中特别热门，成功帮米高梅挽回债务。

### 专业评价
从总体上看，影片获得褒贬不一的评价。罗杰·埃伯特打出3星评价，认为影片是“宏大、无聊的盛会”，剧情混搭了“亞瑟·查理斯·克拉克的《城市与星星》和《人猿星球》”，“传递出非常多的欢乐”。《综艺》认为影片展现的逃避现实和睿智“发人深省”。
相比之下，《纽约时报》的文森特·坎比表示：“你坐在那里看了这部片子将近两个钟头，完全不知道罗根为什么、出于什么目的逃跑。《逃离地下天堂》对小玩意和奇妙景象的注重胜过逻辑，有些地方生气勃勃，甚至充满诗意。如果能多关注下剧本，影片会是个爆款。”
《芝加哥论坛报》的吉恩·西克尔打出0/4星评价，认为影片“毫无疑问是我今年看过最差的电影”，科技元素“乏善可陈”，剧本“漏洞百出，引来点映观众嘲笑连连”。在他看来，影片最可鄙的地方在于从不为角色的行为找个合理解释，杰西卡的颠覆组织除了躲在锅炉房一样的地方，什么都不干。罗根的主线剧情看起来像简单的斗殴。他总结道：“《逃离地下天堂》从头到尾就是一个艺术骗局。”
《纽约杂志》也给出了差评，认为影片“是后犹太人大屠杀世界的又一个无聊作品”，“几乎不值得你花钱观看”。不过，评论赞扬约克和安格特“有天赋”。
《洛杉矶时报》的查尔斯·尚普林给出中肯评价，认为“眼花缭乱的视觉效果让《逃离地下天堂》摆脱了愚蠢的桥段、没有灵魂的表演、缓慢的节奏和不稳定的色调。”
2000年《帝国杂志》的伊万·内森（Ian Nathan）认为影片“无法摆脱‘70年代的影子’”，有关（社会）衰落、年龄歧视及科学技术引发暴动的警告在迪斯科舞厅化为乌有。在个人的《2015年电影指南》（2015 Movie Guide）中，伦纳德·马尔廷打出2星评价，认为上半部分“眼花缭乱”，下半部分“沉闷”。2015年，《滚石杂志》将影片列为1970年代50大科幻电影第27位。烂番茄根据35条评论打出63%的新鲜度。网站共识写道：“《逃离地下天堂》战胜了粗制滥造的元素和不完善的剧情，呈现大量振奋人心的想法，展现了一段潇洒的科幻冒险。”Metacritic根据9条评论打出53/100的平均分，表示“褒贬不一或口碑平平”。

### 奖项
因视觉效果卓越，影片与1976年《金刚》一道获得第49届奥斯卡金像奖特别成就奖，证明影片在视觉特效上的表现胜过之前几部科幻大片。影片还斩获土星奖六项大奖，包括最佳科幻电影奖。影片还参与第10届莫斯科国际电影节金奖角逐。
| 大奖         | 典礼日期      | 奖项         | 获得者                             | 结果 | 参考          |
| ------------ | ------------- | ------------ | ---------------------------------- | ---- | ------------- |
| 奥斯卡金像奖 | 1977年3月28日 | 最佳艺术指导 | 戴尔·亨尼西和罗伯特·德维斯特       | 提名 | [ 49 ]        |
| 奥斯卡金像奖 | 1977年3月28日 | 最佳摄影奖   | 欧内斯特·拉斯洛                    | 提名 | [ 49 ]        |
| 奥斯卡金像奖 | 1977年3月28日 | 特别成就奖   | L·B·雅培、格伦·罗宾逊和马修·尤里奇 | 獲獎 | [ 49 ]        |
| 雨果奖       | 1977年9月5日  | 最佳戏剧作品 | 麥可·安德森                        | 提名 | [ 50 ]        |
| 星云奖       | 1977年4月30日 | 最佳剧本     | 大卫·泽拉格·戈德曼                 | 提名 | [ 51 ]        |
| 土星獎       | 1977年1月15日 | 最佳科幻电影 | 《逃离地下天堂》                   | 獲獎 | [ 47 ] [ 52 ] |
| 土星獎       | 1977年1月15日 | 最佳摄影     | 欧内斯特·拉斯洛                    | 獲獎 | [ 47 ] [ 52 ] |
| 土星獎       | 1977年1月15日 | 最佳艺术指导 | 戴尔·亨尼西                        | 獲獎 | [ 47 ] [ 52 ] |
| 土星獎       | 1977年1月15日 | 最佳布景     | 罗伯特·德维斯特                    | 獲獎 | [ 47 ] [ 52 ] |
| 土星獎       | 1977年1月15日 | 最佳服装设计 | 比尔·托马斯                        | 獲獎 | [ 47 ] [ 52 ] |
| 土星獎       | 1977年1月15日 | 最佳化妆     | 威廉·J·塔特尔                      | 獲獎 | [ 47 ] [ 52 ] |

## 影响
影片获得年轻观众的热烈回响之下，CBS和米高梅電視公司给了诺兰900万美元，要他将影片改编成电视剧。这部与影片同名的电视剧由格雷戈里·哈里森和海瑟·孟席斯主演，以罗根和杰西卡逃出穹顶城市开始，展现了他们在寻找庇护所的路上遇到的各种障碍。该剧于1977年9月首播，共14集，后被腰斩。米高梅还想把诺兰的小说续作《勇闯地上世界》改编成电影，只不过索尔·大卫选择开发电视剧而告终。
1977年，漫威漫画为影片发行短篇漫画，由乔治·佩雷兹绘画，5期内容于1977年1月到5月发行，销量“可观”。漫画内容改编自电影剧情，也简单接续了剧情之后故事。佩雷兹在画作中追随了影片的艺术风格。1977年7月发行完第7期，漫画被取消。
到1990年代中旬，重制影片或二度改编小说的事项被版权方监制喬·西佛和华纳兄弟提上议程。有望重制版导演人选包括斯基普·伍兹、布莱恩·辛格、約瑟夫·柯金斯基、卡尔·埃里克·林施（Carl Erik Rinsch）、尼古拉斯·温丁·雷弗恩和賽門·金柏格。编剧人选包括伊森·格罗斯和保罗·托迪斯科（Paul Todisco）、丹·哈里斯、克里斯托夫·迈考利、亚力克斯·嘉兰、安德鲁·鲍德温（Andrew Baldwin）、肯·莱文和彼得·克雷格。多位导演提出改编得比之前更帖原著；相反，2015年以女性为主角的反乌托邦系列电影《饥饿游戏》和《分歧者》大卖之下，片场想让女性主演电影。2021年，博客网站Gizmodo推测重启项目在可预见的未来里已胎死腹中，因为此前一直领导该项目的西尔弗于2019年从自己的制作公司辞职。